# Francisco Fernández Ochoa
Francisco Fernández Ochoa (25. února 1950 Madrid – 6. listopadu 2006 Cercedilla) byl španělský sjezdař. Reprezentoval od roku 1963, startoval na čtyřech olympijských hrách a na třech byl vlajkonošem španělské výpravy. V roce 1968 obsadil 23. místo ve slalomu a 38. místo ve sjezdu i obřím slalomu. V roce 1972 v Sapporu vyhrál soutěž slalomářů, obří slalom nedokončil. V roce 1976 byl devátý ve slalomu, čtyřiadvacátý v obřím slalomu a pětatřicátý ve sjezdu a v roce 1980 skončil na 22. místě ve slalomu i obřím slalomu a na 27. místě ve sjezdu.
Díky překvapivému vítězství v Sapporu, kde porazil druhého Gustava Thöniho o více než jednu sekundu, se stal prvním španělským medailistou ze zimní olympiády a po diskvalifikaci Johanna Mühlegga zůstává jediným Španělem v historii, který na ZOH získal zlato.
Je také bronzovým medailistou ve slalomu z mistrovství světa v alpském lyžování 1974. Ve Světovém poháru vyhrál jediný závod – slalom 6. března 1974 v Zakopaném – dvakrát byl druhý a jednou třetí. V celkové klasifikaci o velký Křišťálový glóbus skončil nejlépe devátý v sezóně 1974/75.
Po ukončení kariéry v roce 1980 se účastnil profesionálních závodů v USA, byl funkcionářem Španělské federace zimních sportů a členem organizačního výboru mistrovství světa v alpském lyžování 1995, které pořádala Sierra Nevada. Obchodoval také se sportovními potřebami a vystupoval v televizi jako lyžařský expert. Zemřel ve věku 56 let v důsledku lymfomu. Posmrtně obdržel Královský řád za sportovní zásluhy, ve městě Cercedilla mu byla odhalena socha.
Byl nejstarší z osmi dětí zaměstnance lyžařského střediska v Puerto de Navacerrada, čtyři jeho sourozenci se také dostali do lyžařské reprezentace a sestra Blanca Fernández Ochoaová získala bronzovou medaili ve slalomu na ZOH 1992.